# Sociedade de Transportes Colectivos do Porto

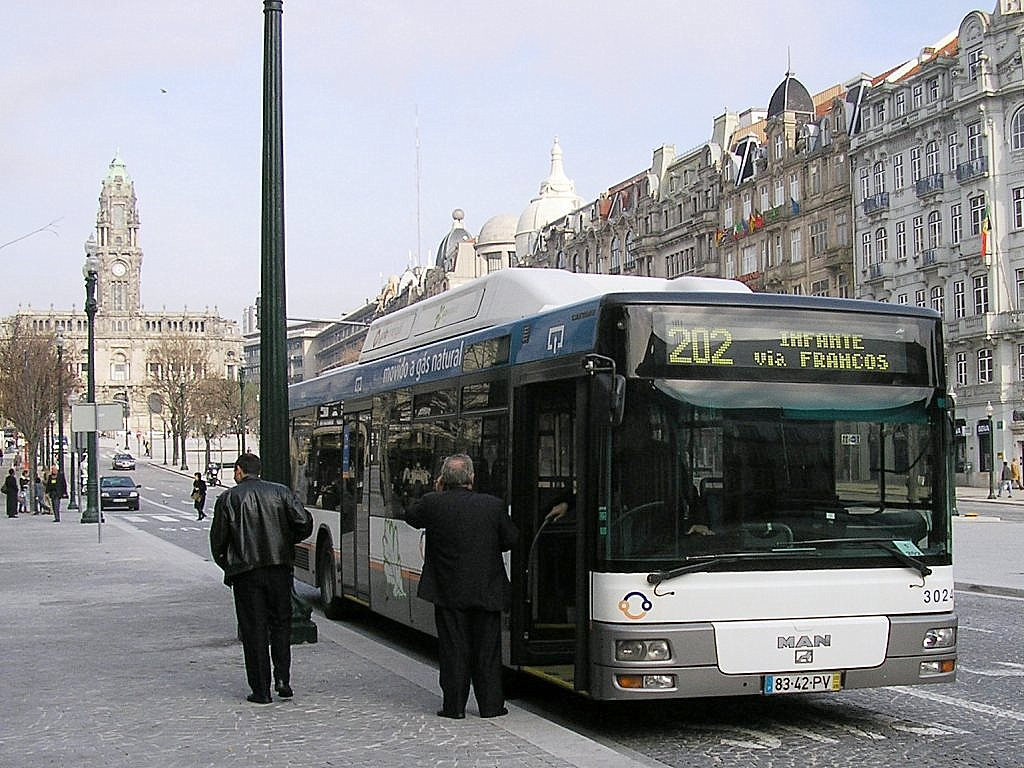
Bus der STCP am Praça da Liberdade

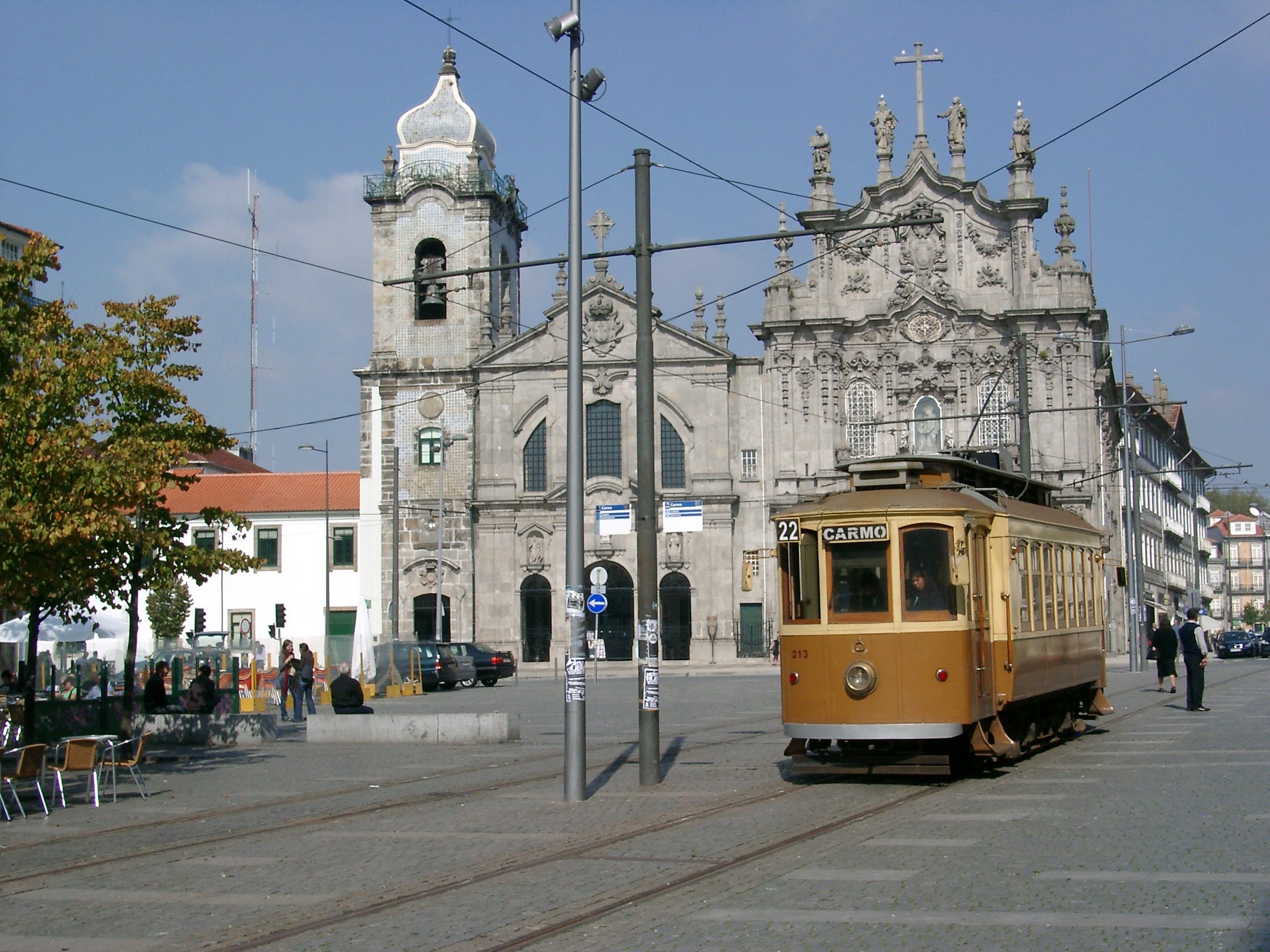
Eléctrico der Ringlinie 22

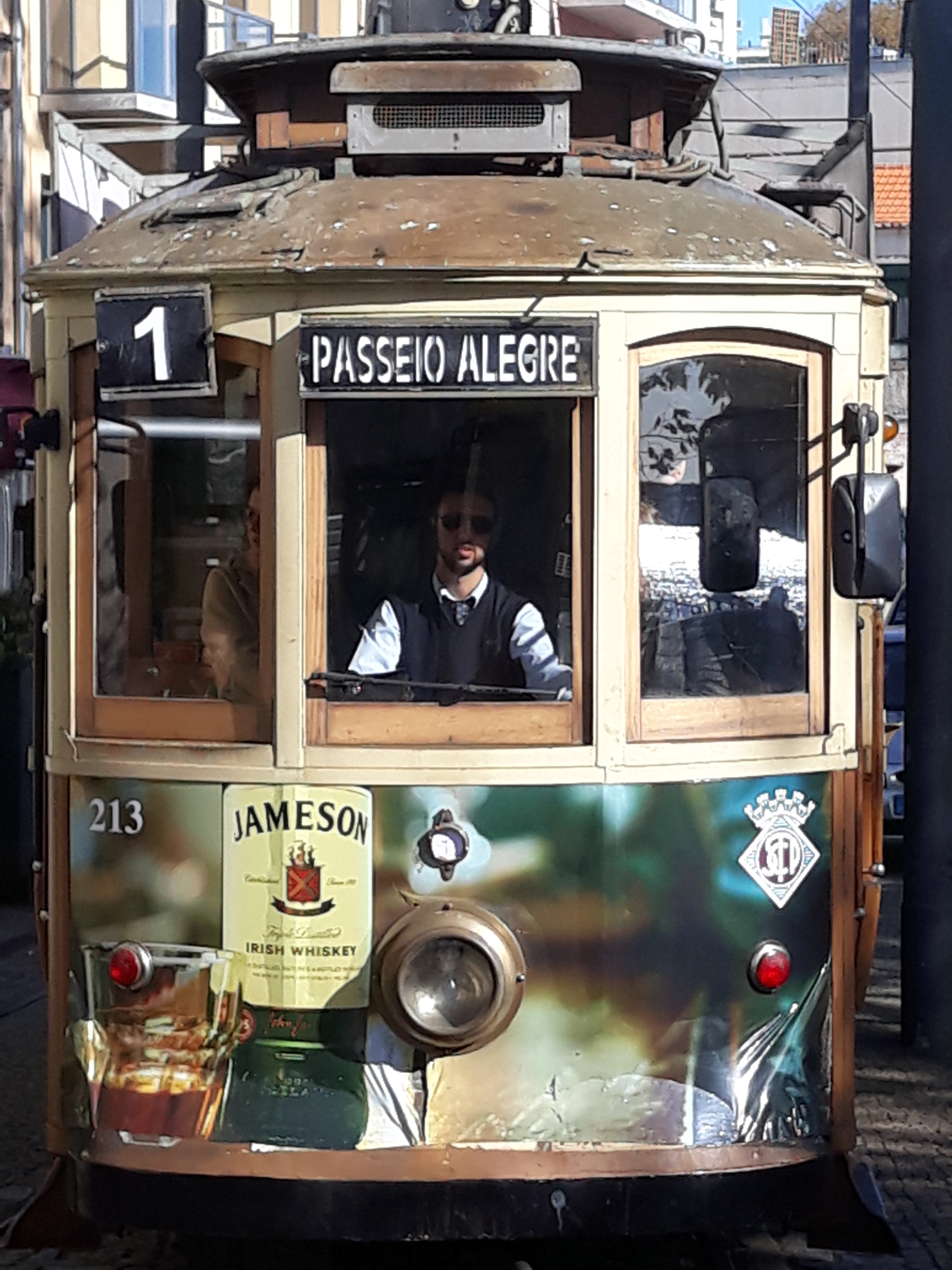
Eléctrico der Douro-Linie 1

Die Sociedade de Transportes Colectivos do Porto, S.A. (STCP) ist ein Verkehrsunternehmen, das den Großteil des Portuenser Omnibusnetzes und das gesamte Straßenbahnnetz betreibt. Die SCTP besitzt über 600 meist blau-weiß lackierte Busse und bedient damit etwa 70 Linien in Porto und im Umland der Stadt.

## Straßenbahnen

### Aufstieg und Niedergang des Straßenbahnnetzes von Porto
Porto war die erste Stadt Portugals, die den elektrischen Straßenbahnverkehr einführte. Wesentlich beteiligt an der Beschaffung der Wagen war der aus Sachsen stammende portugiesische Fotograf und Unternehmer Karl Emil Biel, der auch selbst eine der ersten Bahnen fuhr. Bereits 1895 nahm die erste Linie den Betrieb auf (Lissabon: 1901). Im Jahr 1950 erreichte das Straßenbahnnetz von Porto mit einer Streckenlänge von 182 Kilometern seine größte Ausdehnung.
Seit den 1960er Jahren wurden immer mehr Straßenbahnlinien durch Busse ersetzt. Bis 2007 schrumpfte das Straßenbahnnetz auf zwei kleine, vor allem von Touristen genutzte Linien zusammen. Die Oberleitungsbus-Linien wurden ebenfalls auf Dieselbusse umgestellt.
Anstelle der Straßenbahn befördert heute die Metro Porto die nachfragestarken und hoch frequentierten ÖPNV-Achsen in Porto.

### Ausbau des Straßenbahnnetzes ab 2007
In neuerer Zeit baut die STCP ihr Straßenbahnnetz wieder aus. Am 22. September 2007 wurde die neue Linie 22 offiziell in Betrieb genommen. Für die neue Linie wurden im Rahmen der Altstadtsanierung von Porto vollkommen neue Gleise gelegt. Damit verkehren in Porto nun wieder drei Straßenbahnlinien:
- 1 (Infante – Passeio Alegre, entlang des Douro-Ufers)
- 18 (Massarelos – Carmo)
- 22 (Ringverkehr Batalha – Carmo – Batalha).

Jedoch sind die Straßenbahnlinien nur für Dauerkartenbesitzer in den städtischen Verkehrsverbund eingebunden, Tageskarten der Metro Porto gelten nicht. Der Verkehr ist eher für Touristen gedacht, was auch den Halbstundentakt erklärt. Fahrgäste können Einzelfahrten für 5,– € (Kinder 3,50 €) und 2-Tage-Karten für 10,– € (Kinder 5,– €) erwerben. Im Vorverkauf können nur die 2-Tage-Karten erworben werden (Stand August 2023).
Alle Linien werden mit alten, aber gut erhaltenen Straßenbahnwagen betrieben. Für Wartung und Betrieb ist das Museu do Carro Eléctrico, das Straßenbahnmuseum von Porto, welches neben dem Depot liegt, zuständig. Im Straßenbahnmuseum können neben Straßenbahnwagen verschiedener Epochen auch Arbeitsfahrzeuge und ein O-Bus und in einem weiteren Trakt kann das Umformerwerk besichtigt werden. Das Straßenbahnmuseum kann auch als Eventlocation genutzt werden. Erreichbar ist das Straßenbahnmuseum mit den Straßenbahnen der Linie 1 und 18, Haltestelle Massarelos.